# Амстердамски университет
Амстердамският университет (на нидерландски: Universiteit van Amsterdam) е многопрофилно висше учебно заведение, намиращо се в центъра на Амстердам, Нидерландия. Бюджетът на университета възлиза на 487 млн. евро, през 2006 г. във ВУЗ-а са следвали над 25 хил. студенти.
Амстердамският университет е разделен на седем факултета – по хуманитарни науки, социология, психология, икономика, право, медицина и стоматология. Университетът предлага 85 възможни магистратури, преподавани на английски език, и значителен брой – на немски и нидерландски.

## Галерия
- Амстердамски университет
- Централна сграда на Университетската библиотека
- Параклис „Св. Агнеса“
- „Бушиус“
- „Маагденхуис“
- Кампус на Амстердамския научен парк
- Амстердам юнивърсити колидж

## Известни личности
Преподаватели
- Мике Бал (р. 1946), литературна теоретичка
- Якоб Вант Хоф (1852 – 1911), химик
- Питер Зееман (1865 – 1943), физик

Студенти и докторанти
- Махил Кил (р. 1938), историк
- Андре Койперс (р. 1958), космонавт
- Шарл Мишел (р. 1975), белгийски политик